# Ucraina Sloboziilor

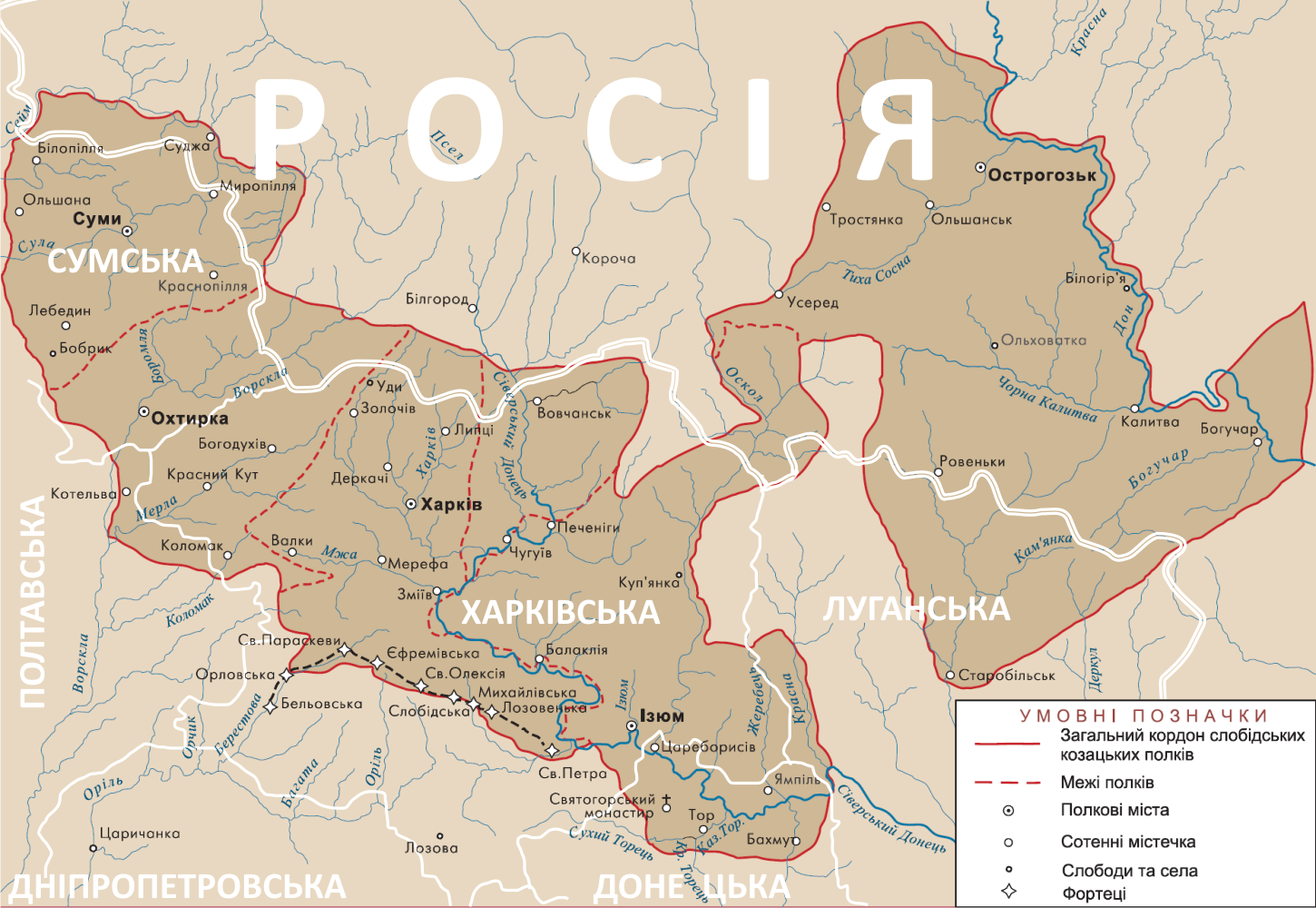
Departamentele regimentale din Slobidska Ukraina, 1764

Ucraina Sloboziilor sau Ucraina Slobozeană, Slobidska Ukraina (Ucraina Slobodă/Liberă) (în ucraineană Слобiдська Україна, transliterat: Slobidska Ukraiina, în rusă Слобожанщина, transliterat: Slobojanșcîna), a fost o regiune istorică care s-a dezvoltat în secolele al XVII-lea și al XVIII-lea la frontiera de sud-est a Țaratului Rusiei.

## Istoric
Regiunile slab populate ale Câmpiilor Sălbatice de la granița de sud a Țaratului Moscovei au fost folosite de tătari pentru lansarea raidurilor anuale de jaf în ținuturile rusești. După o serie de războaie cu Hanatul Crimeii, monarhii ruși au început să încurajeze coloniștii cazaci să se așeze în regiune, care a ajuns să aibă un rol de zonă tampon. 
În afară de cazaci, în regiune s-au mai așezat și țărani și orășeni din Ucraina răsăriteană și cea apuseană, divizată după semnarea Tratatului de la Andrusovo din 1667. 
Numele regiunii vine dintr-un cuvânt slav, sloboda tradus prin „libertate”, care definea și un anumit tip de așezare umană – „slobozie”. Locuitorii unei „slobozii” primiseră din partea țarului dreptul de a nu plăti taxe și impozite o anumită perioadă de timp, scutire care era foarte atrăgătoare pentru coloniști. În regiunea Slobidska Ukraina existatu 523 slobozii la sfârșitul secolului al XVIII-lea. 
În perioada 1650 – 1765, regiunea cunoscută ca Slobidska Ukraina a început să fie organizată tretat în conformitate cu obiceiurile militare ale cazacilor, similare cu cele existente în Armata Zaporijiană sau în Hetmanatul Căzăcesc. Cazacii relocați în regiune au fost numiți „cazaci slobozi’’. Regiunea a fost organizată în cinci regiuni administrative regimentale (polki), numite după orașul principal al fiecărui regiment, și subîmpărțite în districte-companii (sotnii): Ostrohozki, Harkivski, Ohtîrski, Sumski și Iziumski. 
În timpul domniei împărătesei Ecaterina cea Mare, regimentele din regiune au fost sesființate, iar privilegiile cazacilor au fost abolite printr-un decret din 28 iulie 1765. Fosta regiune semiautonomă a fost transformată într-o regiune administrativă obișnuită, care a păstrat însă numele „Sloboda Ukraina”. Administrația regimentală a fost înlocuită de regimentele rusești de husari, iar ofițerilor cazaci de rang înalt li s-a asigurat ranguri ofițerești în armata rusă și statutul nobiliar - dvorianstvo.
În 1835, regiunea Sloboda Ukraina a fost desființată, pe teritoriul ei fiind organizată gubernia Harkov, unele regiuni mai mici trecând în subordinea guberniilor Voronej și Kursk. În perioada sovietică, regiunea a suferit mai multe reorganizări, până când s-a ajuns la limitele teritoriale ale regiunii Harkiv.
Teritoriul Slobidska Ukraina corespunde în zilele noastra regiunilor (oblast) Harkiv (în totalitate) și Sumi, Donețk (parțial) din Ucraina cât și a unor zone mai restrânse din regiunile Federației Ruse Belgorod, Kursk și Voronej. 